# Lexus Eastbourne Open 2025
Das Lexus Eastbourne Open 2025 war ein WTA-Tennisturnier der WTA Tour 2025 für Damen und ein ATP-Tennisturnier der ATP Tour 2025 für Herren in Eastbourne. Die Turniere fanden parallel vom 23. bis 28. Juni 2025 statt.

## Herrenturnier
→ Qualifikation: Lexus Eastbourne Open 2025/Herren/Qualifikation

## Damenturnier
→ Qualifikation: Lexus Eastbourne Open 2025/Damen/Qualifikation